# Charbonnier-les-Mines
Pour les articles homonymes, voir Charbonnier.
Charbonnier-les-Mines est une commune française, située dans le département du Puy-de-Dôme en région Auvergne-Rhône-Alpes.

## Géographie
| Saint-Germain-Lembron | Beaulieu              |                            |
| Vichel                | Charbonnier-les-Mines | Brassac-les-Mines          |
| Moriat                |                       | Sainte-Florine Haute-Loire |

### Climat
Pour des articles plus généraux, voir Climat d'Auvergne-Rhône-Alpes et Climat du Puy-de-Dôme.
En 2010, le climat de la commune est de type climat du Bassin du Sud-Ouest, selon une étude du Centre national de la recherche scientifique s'appuyant sur une série de données couvrant la période 1971-2000. En 2020, Météo-France publie une typologie des climats de la France métropolitaine dans laquelle la commune est exposée à un climat de montagne ou de marges de montagne et est dans la région climatique  Nord-est du Massif Central, caractérisée par une pluviométrie annuelle de 800 à 1 200 mm, bien répartie dans l’année. 
Pour la période 1971-2000, la température annuelle moyenne est de 10,9 °C, avec une amplitude thermique annuelle de 16,1 °C. Le cumul annuel moyen de précipitations est de 540 mm, avec 7,7 jours de précipitations en janvier et 6,3 jours en juillet. Pour la période 1991-2020, la température moyenne annuelle observée sur la station météorologique de Météo-France la plus proche, « Autrac », sur la commune d'Autrac à 15 km à vol d'oiseau, est de 10,5 °C et le cumul annuel moyen de précipitations est de 711,4 mm,. Pour l'avenir, les paramètres climatiques de la commune estimés pour 2050 selon différents scénarios d'émission de gaz à effet de serre sont consultables sur un site dédié publié par Météo-France en novembre 2022.

## Urbanisme

### Typologie
Au 1er janvier 2024, Charbonnier-les-Mines est catégorisée bourg rural, selon la nouvelle grille communale de densité à sept niveaux définie par l'Insee en 2022.
Elle est située hors unité urbaine. Par ailleurs la commune fait partie de l'aire d'attraction d'Issoire, dont elle est une commune de la couronne,. Cette aire, qui regroupe 53 communes, est catégorisée dans les aires de moins de 50 000 habitants,.

### Occupation des sols
L'occupation des sols de la commune, telle qu'elle ressort de la base de données européenne d’occupation biophysique des sols Corine Land Cover (CLC), est marquée par l'importance des territoires agricoles (64,4 % en 2018), en diminution par rapport à 1990 (67,6 %). La répartition détaillée en 2018 est la suivante : 
prairies (33,7 %), terres arables (30,7 %), zones urbanisées (18,8 %), forêts (16,8 %). L'évolution de l’occupation des sols de la commune et de ses infrastructures peut être observée sur les différentes représentations cartographiques du territoire : la carte de Cassini (XVIIIe siècle), la carte d'état-major (1820-1866) et les cartes ou photos aériennes de l'IGN pour la période actuelle (1950 à aujourd'hui).

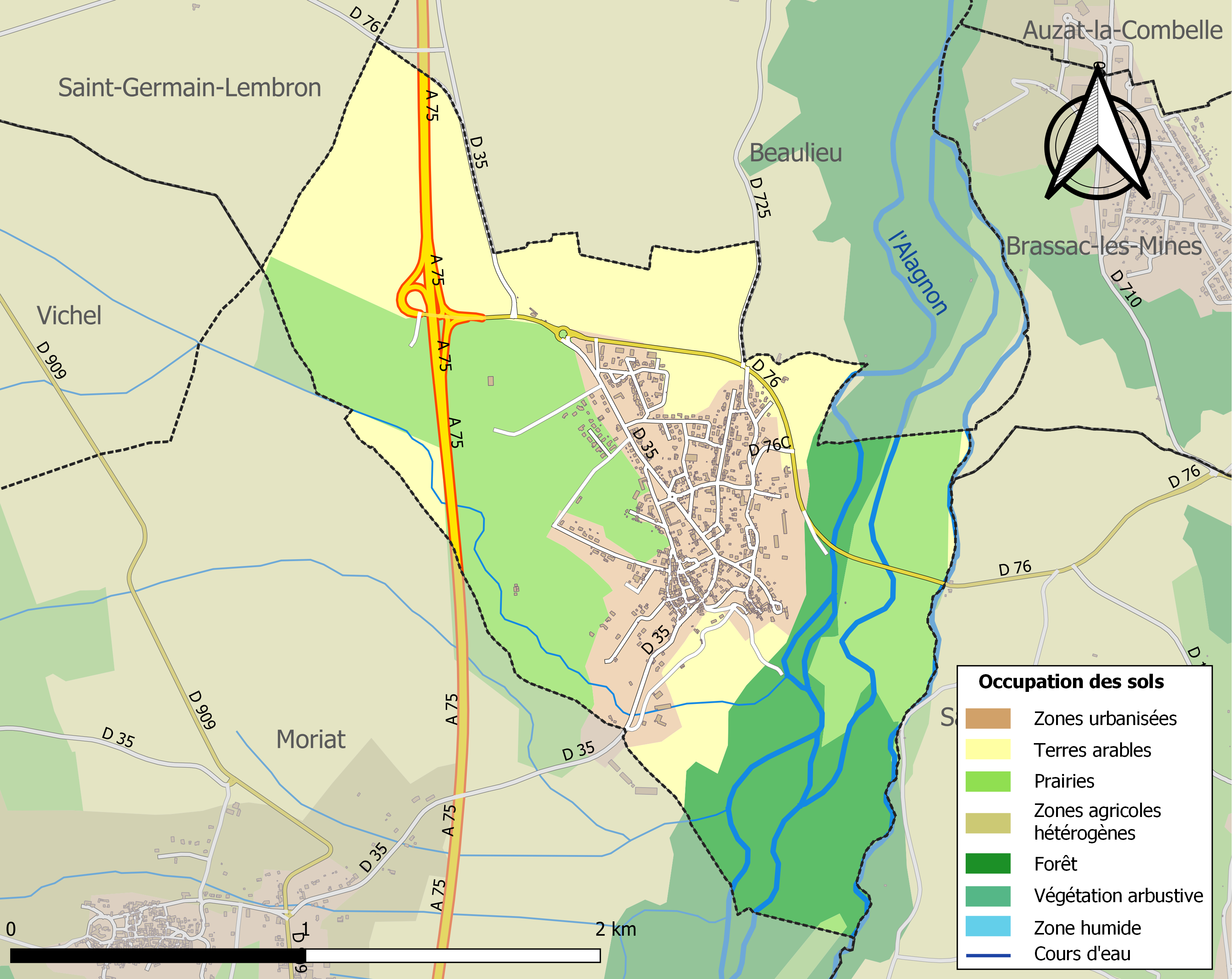
Carte des infrastructures et de l'occupation des sols de la commune en 2018 (CLC).

## Histoire

### Vicus gallo-romain et voie antique
Le site antique de La Croix de la Pierre est situé dans la partie méridionale de la plaine de la Limagne, sur les communes de Beaulieu et Charbonnier-les Mines. Implanté à trois kilomètres au sud-ouest de la confluence de l’Alagnon et de l’Allier, le site se développe essentiellement sur le versant occidental d’une légère croupe, à une altitude moyenne de 480 mètres. L’autoroute A75 longe sur plusieurs centaines de mètres l’agglomération antique, suivant le trajet de la voie romaine qui reliait notamment les chefs-lieux arverne, vellave et gabale.
Le site gallo-romain est connu au moins depuis le XIXe siècle, sans que son importance n’ait été vraiment identifiée par les différentes générations d’historiens et d’archéologues, et ce malgré des découvertes récurrentes. Il faut attendre juin 2005 pour qu’une prospection aérienne révèle de nombreux bâtiments, permettant ainsi de reconnaître une agglomération couvrant plusieurs hectares. Les résultats des campagnes de prospections aériennes, couplés à ceux d’une prospection pédestre systématique ont permis de spatialiser assez finement l’extension du site, tandis qu’un diagnostic archéologique, préalable à l’installation d’un carrefour giratoire, a permis d’en avoir une vision plus stratigraphique.
Il s’agit d’une « agglomération-rue » qui, d'après les premières fouilles, s’étire 1,2 km et qui couvre plus de 40 hectares. La petite ville semble avoir été implantée dans les premières décennies du Ier siècle et est abandonnée au cours IIIe siècle. La voie, empierrée sur l’ensemble de la traversée du site, structure l’agglomération. Des ruelles perpendiculaires à l’axe central — également empierrées et damées — permettent de desservir des habitations soignées, construites en dur, et dont certaines présentent des murs enduits de peinture rouge. De nombreuses maisons, pouvant aller jusqu’à des travées de trois bâtiments s’adossent en grande partie à la colline. L’agglomération est dotée de monuments publics (au moins un temple à double cellae et une structure semi-hémisphérique à interpréter) dont l’importance, à heure actuelle, est certainement sous-estimée. Une nécropole à incinération a été reconnue par les prospections au sol à l’est ; une seconde, à proximité est supposée grâce à la localisation des données bibliographiques anciennes. Une concentration de matériel située à deux cents mètres à l’est de l’agglomération pose un problème d’interprétation (zone funéraire, habitat proche ?) tandis qu’un important complexe de bâtiments, localisé au nord-ouest, s’il s’avère bien relever de la sphère privée, permet de poser la question du lien entre élite et agglomération, sur le modèle de la villa et de l’agglomération de Bliesbruck-Reinheim.
L’importance de la découverte et le bon état de conservation des vestiges, pour un site localisé dans la plaine de la Limagne, a incité le service régional de l’archéologie à proposer une protection du site au titre des Monuments Historiques. L’agglomération est inscrite, depuis le 20 août 2009, sur l’inventaire supplémentaire et a été classé le 31 mai 2012.

### Les Hospitaliers
Le village fut le siège d'une commanderie de l'ordre de Saint-Jean de Jérusalem dont l'existence est attestée depuis le XIIIe siècle (Domus Hospitalis dal Charboner, 1293). On trouve ensuite Charbonnier parmi les membres de la commanderie de Montchamp au grand prieuré d'Auvergne. Le membre de Charbonnier se composait d'un château construit en 1372 à l'initiative du commandeur frère Jean Achard, de l'église paroissiale Saint-Jean, d'un domaine avec des dîmes, des rentes et des droits de justice.

### La mine
Un gisement de charbon sur la commune est exploité depuis le Moyen Âge.

## Politique et administration
| Période                                  | Période                   | Identité               | Étiquette   | Qualité                                               |
| ---------------------------------------- | ------------------------- | ---------------------- | ----------- | ----------------------------------------------------- |
| Les données manquantes sont à compléter. |                           |                        |             |                                                       |
| 26 septembre 1830                        | 3 avril 1831              | Étienne Berguin        |             |                                                       |
| 3 avril 1831                             | 30 août 1848              | Pierre Pécoil          |             |                                                       |
| 30 août 1848                             | 8 février 1869            | Pierre Choussy         |             |                                                       |
| 8 février 1869                           | 23 janvier 1881           | Antoine Meyol          |             |                                                       |
| 23 janvier 1881                          | 20 mai 1900               | Jean Pécoil            |             |                                                       |
| 30 mai 1900                              | 12 juin 1912              | Gauthier Girard        |             |                                                       |
| 12 juin 1912                             | 7 décembre 1919           | Jean Tixidre-Souligoux |             |                                                       |
| 7 décembre 1919                          | 26 octobre 1947           | Édouard Malfreyt       |             |                                                       |
| 26 octobre 1947                          | mars 1959                 | Marcel Mestre          |             |                                                       |
| mars 1959                                | mars 1971                 | André Bruhat           | DVG         |                                                       |
| mars 1971                                | mars 2008                 | Maurice Mestre         | PS puis DVG | Conseiller général du canton de Saint-Germain-Lembron |
| mars 2008                                | En cours (au 9 août 2020) | Pascal Berthelot,      |             | Enseignant                                            |

## Population et société

### Démographie
L'évolution du nombre d'habitants est connue à travers les recensements de la population effectués dans la commune depuis 1793. Pour les communes de moins de 10 000 habitants, une enquête de recensement portant sur toute la population est réalisée tous les cinq ans, les populations de référence des années intermédiaires étant quant à elles estimées par interpolation ou extrapolation. Pour la commune, le premier recensement exhaustif entrant dans le cadre du nouveau dispositif a été réalisé en 2004.

En 2022, la commune comptait 937 habitants, en évolution de +4,58 % par rapport à 2016 (Puy-de-Dôme : +2,1 %, France hors Mayotte : +2,11 %).
| 1793 | 1800 | 1806 | 1821 | 1831 | 1836 | 1841 | 1846 | 1851 |
| ---- | ---- | ---- | ---- | ---- | ---- | ---- | ---- | ---- |
| 172  | 146  | 104  | 213  | 180  | 242  | 273  | 270  | 290  |

| 1856 | 1861 | 1866 | 1872 | 1876 | 1881 | 1886 | 1891 | 1896 |
| ---- | ---- | ---- | ---- | ---- | ---- | ---- | ---- | ---- |
| 311  | 308  | 332  | 345  | 379  | 463  | 529  | 536  | 589  |

| 1901 | 1906 | 1911 | 1921 | 1926 | 1931 | 1936 | 1946 | 1954 |
| ---- | ---- | ---- | ---- | ---- | ---- | ---- | ---- | ---- |
| 586  | 546  | 539  | 594  | 724  | 872  | 975  | 873  | 878  |

| 1962 | 1968 | 1975 | 1982 | 1990 | 1999 | 2004 | 2006 | 2009 |
| ---- | ---- | ---- | ---- | ---- | ---- | ---- | ---- | ---- |
| 906  | 917  | 937  | 904  | 813  | 832  | 846  | 850  | 900  |

| 2014 | 2019 | 2022 | - | - | - | - | - | - |
| ---- | ---- | ---- | - | - | - | - | - | - |
| 906  | 901  | 937  | - | - | - | - | - | - |

## Culture locale et patrimoine

### Lieux et monuments
- Site archéologique de la Croix de la Pierre : petite ville gallo-romaine intacte qui se trouve sur le territoire de Charbonnier et de Beaulieu.
- Chapelle Saint-Martin.

### Personnalités liées à la commune
- Jean-Pierre Lauricella (né le 4 février 1965 à Charbonnier) : ancien footballeur français et actuellement entraîneur des gardiens du Racing Club de Lens.

### Événements sur la commune
- Charbo fait son show[24]: événement qui se déroule lors de la fête nationale du 14 juillet, organisé par un collectif d’association de la commune de Charbonnier-les-mines. Son événement phare est la course de caisse à savon. Elle organise aussi un défilé de vélo fleuri et une retraite aux flambeaux.